# Strandfräne
Strandfräne (Rorippa sylvestris) är en växtart i familjen korsblommiga växter.